# Jeanette Nilsen
Jeanette Nilsen (Skien, 27 de junho de 1972) é uma ex-handebolista profissional norueguesa, medalhista olímpica.
Jeanette Nilsen fez parte da geração medalha de bronze em Sydney 2000.